# Mira (Einkaufszentrum)
Das mira ist ein 2008 eröffnetes Stadtteil- und Einkaufszentrum im seit 2003 erschlossenen Münchener Stadtteil Nordhaide an der Schleißheimer Straße Höhe Dülferstraße, am Schnittpunkt der nördlich gelegenen Stadtbezirke Milbertshofen-Am Hart und Feldmoching-Hasenbergl.
Auf 25.500 Quadratmetern befinden sich, verteilt auf drei Einkaufsetagen, 52 Fachgeschäfte. In drei darüber liegenden Geschossen wurde eine Hochgarage mit ca. 750 Parkplätzen eingerichtet. Als Stadtteilzentrum wird ein Konzept abseits eines klassischen Einkaufszentrums umgesetzt.

## Lage
Das Einkaufszentrum an der Schleißheimer Str. 506 ist über die A9 und A99, sowie mit der U-Bahn-Linie U2 (U-Bahnhof Dülferstraße) erreichbar.

## Architektur
Projektentwickler des 120-Millionen-Euro-Projektes war die FONDARA – Gesellschaft für Immobilienentwicklung und Projektmanagement mbH. Geplant wurde das Einkaufszentrum von Chapman Taylor. Verantwortlicher Projektarchitekt dort war Ruprecht Melder. Für die Fassadengestaltung war das Büro Léon-Wohlhage-Wernik-Architekten zuständig. Baubeginn war 2005.
Die West-, Nord- und die nördliche Hälfte der Ostfassade mit einer zusammenhängenden Ansichtsfläche von 5.800 m² wird aus farbig lackierten Metallpanelen gebildet, die der Wand in Form von Prismen vorgesetzt sind. Da die Seiten der Prismen verschieden gefärbt sind, erscheint die Fassade aus Südwesten und aus Nordwesten gesehen in unterschiedlichen Farben. Dazwischen findet ein allmählicher Übergang statt, so dass sich das Bild des Gebäudes beim Vorbeigehen oder -fahren dynamisch verändert. Außer den Farbpanelen enthält die Fassade auch Felder von Spiegelpanelen aus poliertem Aluminiumblech, in denen sich der Himmel und die gegenüberliegenden Gebäude widerspiegeln. Mit der Anbringung der Fassade wurde 2007 begonnen.
Das mira bekam von der Deutschen Gesellschaft für Nachhaltiges Bauen die Auszeichnung "DGNB Gold Award for sustainable buildings" 2009. Das MIRA besitzt von allen Shoppingcentern in Europa die größte Anlage mit thermischer Grundwassernutzung zur Raumkühlung. Weiterhin werden 80 Prozent der in der Innenluft gebundenen Energie beim Frischluftaustausch durch Wärmetauscher ins Gebäude zurückgeführt. Auf diese Weise lassen sich in der Heizperiode 50 Prozent der benötigten Wärmeleistung einsparen. In der Gesamtbilanz spart MIRA 40 Prozent Endenergie gegenüber herkömmlich gebauten, modernen Einkaufszentren ein. Auf diese Weise lässt sich der Ausstoß von rund 1000 Tonnen Kohlendioxid verhindern. Im Rahmen eines bundesweiten Forschungsprojekts soll die Umwelttechnik auch nach der Eröffnung ständig weiter optimiert werden.

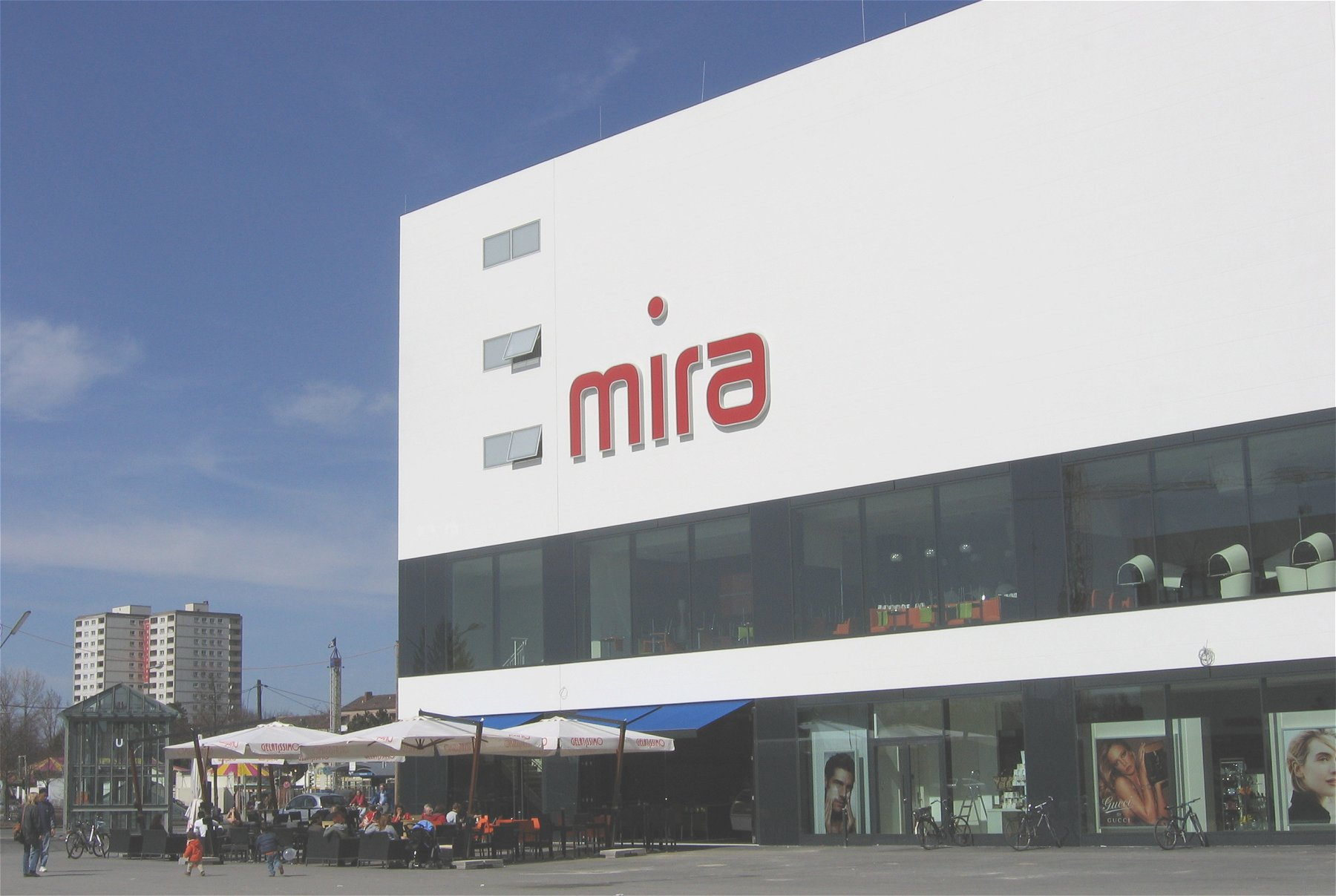
Südseite
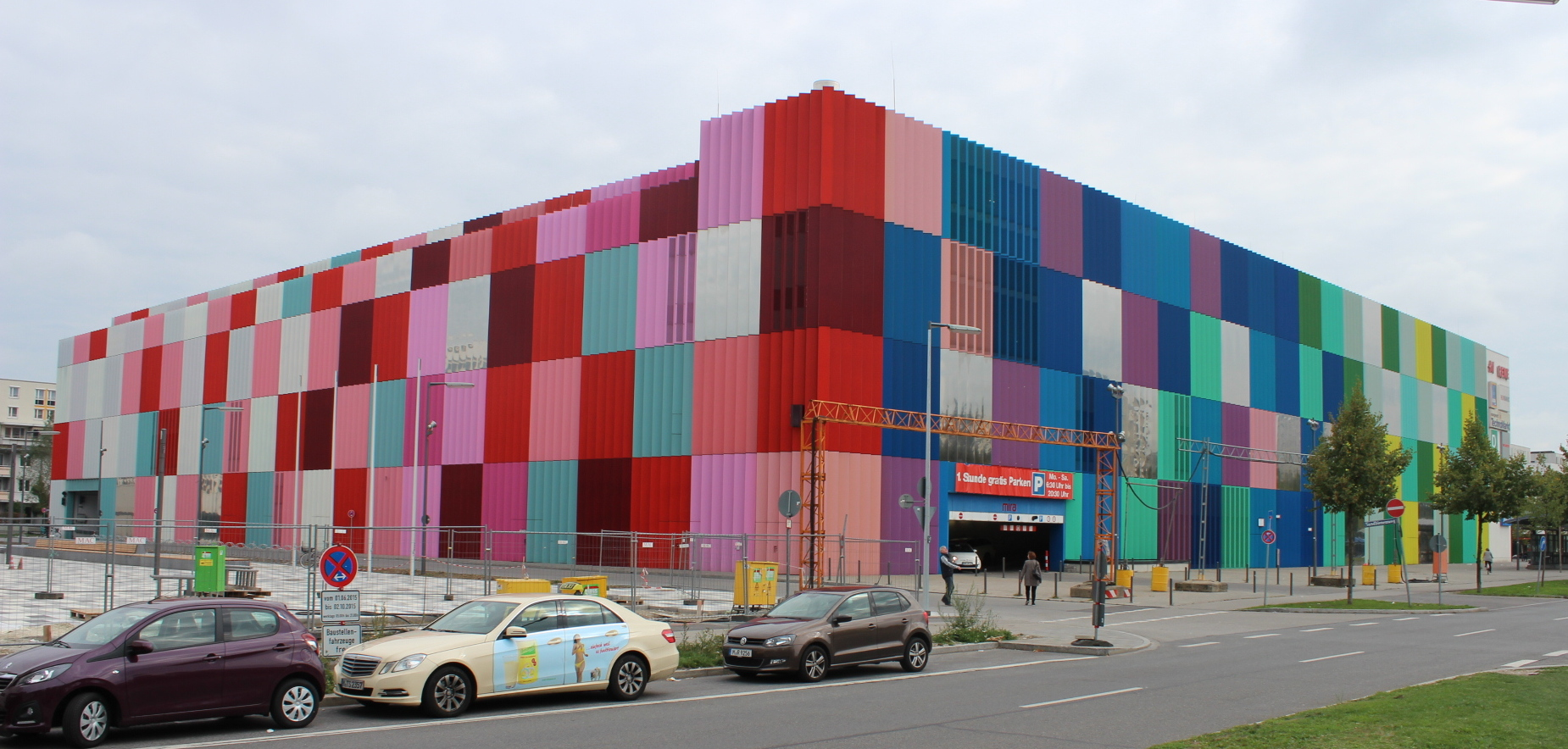
Fassadenansicht von NW
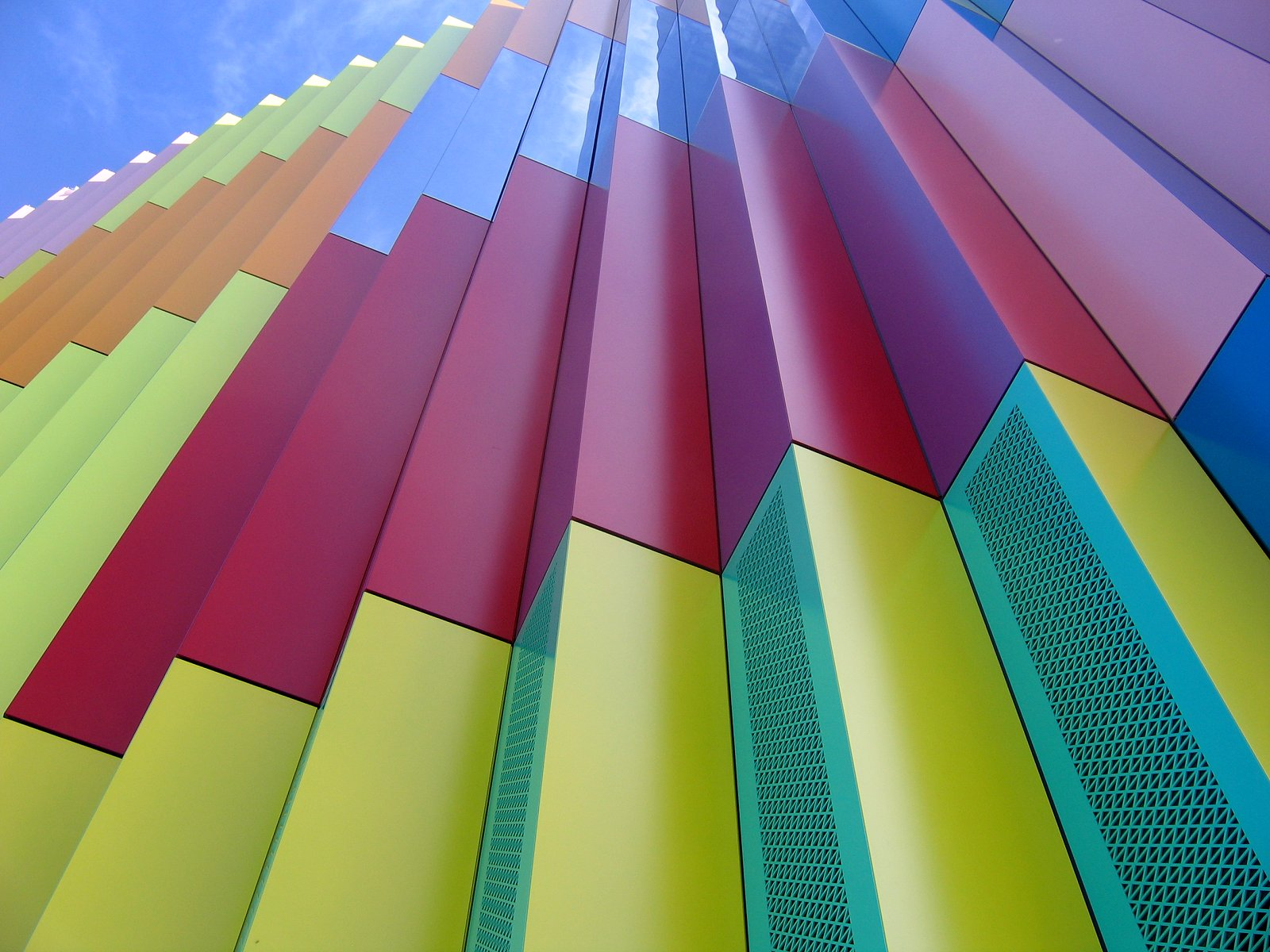
Farbige Metallprismen der Westfassade
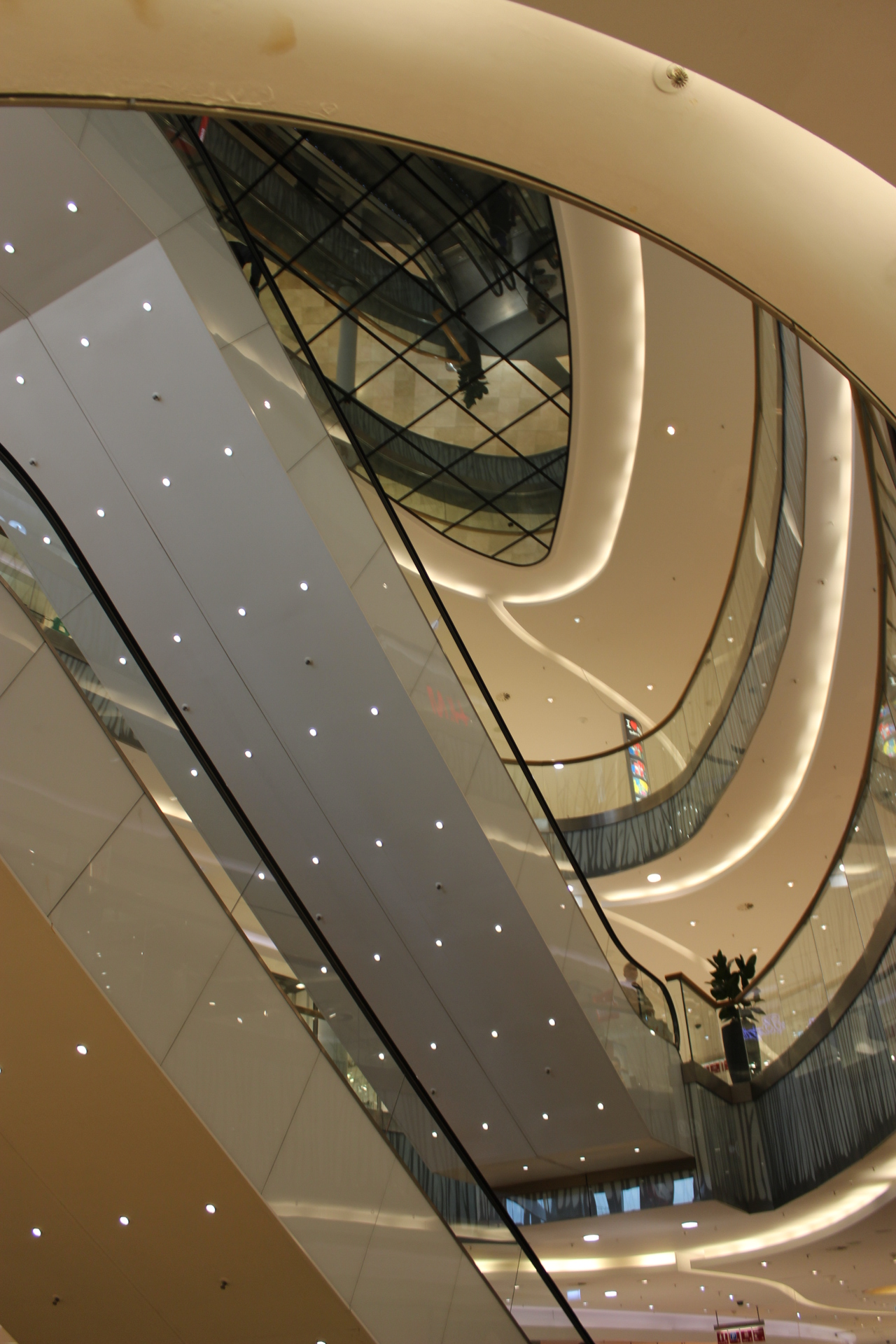
Forum Süd